# Meet cute

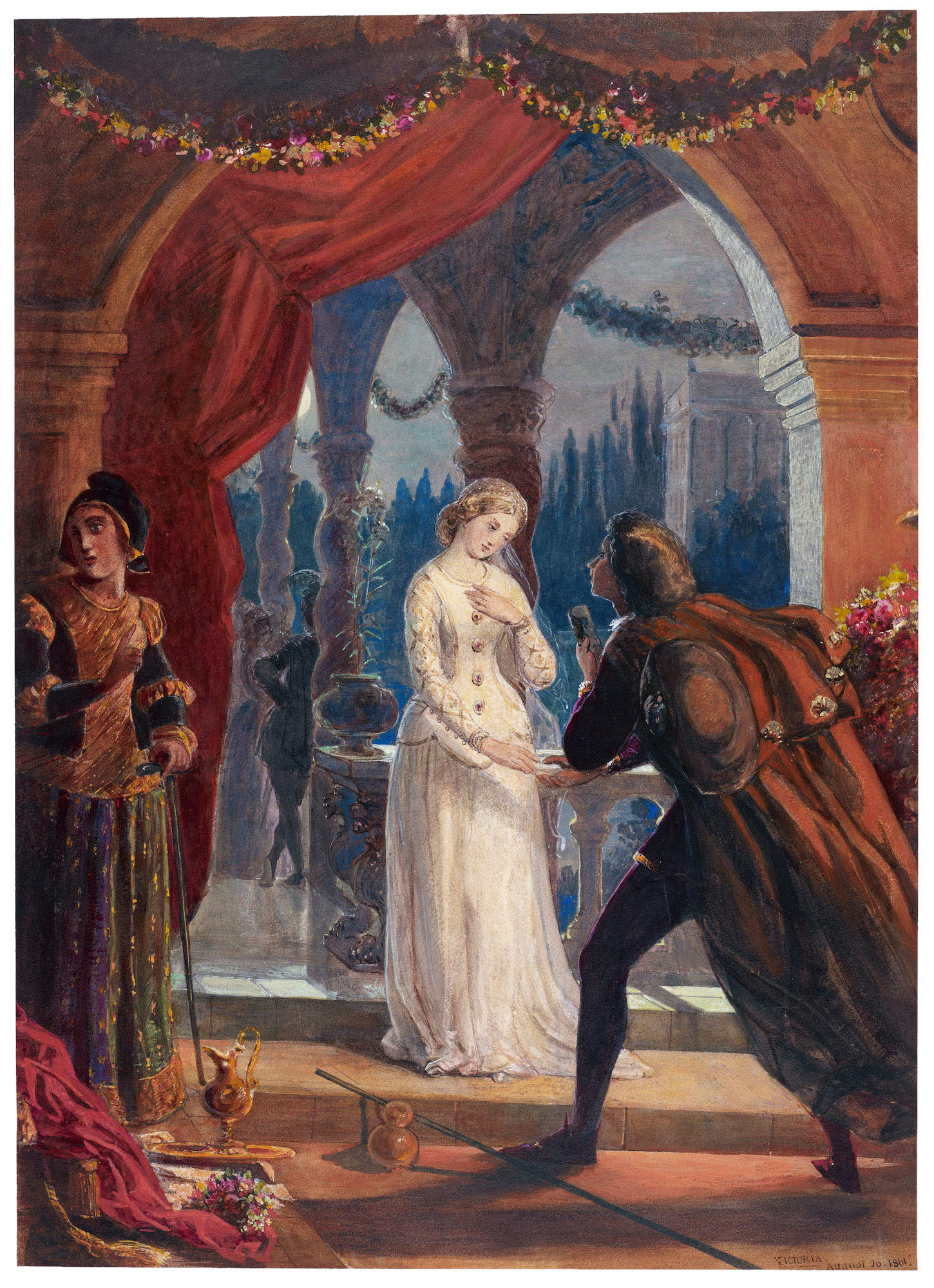
Meet cute o primer encuentro escenificado por Romeo y Julieta.

Meet cute («encuentro lindo») es una expresión anglosajona que se refiere, en el cine y la televisión, a una escena en la que las dos personas que formarán una futura pareja romántica se encuentran por primera vez, generalmente en circunstancias inusuales, divertidas o lindas.
Este tipo de escena es un elemento básico de las comedias románticas, aunque también puede ocurrir en comedias de situación e incluso telenovelas. Con frecuencia, el meet cute conduce a un choque humorístico de personalidad o de creencias, situaciones embarazosas o malentendidos cómicos que impulsan aún más la trama.

## Etimología
El origen del término se desconoce, pero parece haber estado familiarmente asociado con la escritura de guiones de Hollywood, por lo menos, desde 1941. El primer ejemplo dado por el Oxford English Dictionary es de la novela de misterio de Anthony Boucher The Case of the Solid Key (1941), en la que un personaje dice «We met cute, as they say in story conferences» («Nos conocimos de forma bonita, como dicen en las conferencias de cuentos»). Como implica este ejemplo, el término ya era bien conocido, y en una entrevista de The Paris Review de 1996, el guionista Billy Wilder, refiriéndose a su película de comedia loca de 1938 Las ocho mujeres de Barba Azul (en la que dos personajes se encuentran mientras compran un pijama, con uno buscando la parte superior y la otra la parte inferior del mismo) dice que el concepto era «un elemento básico de las comedias románticas en ese entonces». En la obra de George Axelrod Will Success Spoil Rock Hunter? (1955), explica un personaje:

Dear boy, the beginning of a movie is childishly simple. The boy and girl meet. The only important thing to remember is that—in a movie—the boy and the girl must meet in some cute way. They cannot...meet like normal people at, perhaps, a cocktail party or some other social function. No. It is terribly important that they meet cute.
Querido chico, el comienzo de una película es infantilmente simple. El chico y la chica se encuentran. Lo único importante que hay que recordar es que, en una película, el niño y la niña deben conocerse de una manera linda. No pueden [...] reunirse como personas normales en, quizás, un cóctel o alguna otra función social. No. Es muy importante que se encuentren lindo.

Se pueden encontrar varios ejemplos posteriores de revisores que utilizan el término. Bosley Crowther, en su reseña de Un domingo en Nueva York de febrero de 1964, escribe que un personaje «es convenientemente importunada por este atractivo joven con el que se encuentra—para meet cute, como dicen—en un autobús de la Quinta Avenida.» Críticos de cine como Roger Ebert o Christy Lemire de Associated Press popularizaron el término en sus reseñas. En el comentario de Ebert para el DVD de Beyond the Valley of the Dolls, que él coescribió, describe la escena en la que el estudiante de derecho Emerson Thorne se encuentra con el personaje femenino Petronella Danforth. Ebert admite que él, como guionista, escribió en el guion un «Meet cute clásico de Hollywood». Explica el meet cute como una escena «en la que alguien se encuentra con otra persona, y luego algo cae, y las dos personas comienzan a hablar, y sus miradas se encuentran y se dan cuenta de que se sienten atraídas.»

## Ejemplos
- En When Harry Met Sally..., obra de Rob Reiner de 1989, en la que Harry Burns (Billy Crystal) y Sally Albright (Meg Ryan) se conocen de casualidad, cuando ella se ofrece llevar a Harry de Chicago a Nueva York, en su coche, tras lo cual se empiezan a conocer.[2]
- En Pretty Woman, de Garry Marshall de 1990, el personaje de Edward Lewis (Richard Gere), un hombre rico de negocios, es persuadido para ir acompañado por una mujer a una reunión, tras lo cual conoce a la prostituta Vivian Ward (Julia Roberts), y llegan a un trato.[2]
- En Notting Hill, de Roger Michell de 1999, William Thacker (Hugh Grant) derrama de forma accidental café sobre Anna Scott (Julia Roberts), una actriz de cine que anda de incógnito, para lo que, a forma de disculpa y para corregir su error, la invita a su casa.[2]